# Sarcopenia

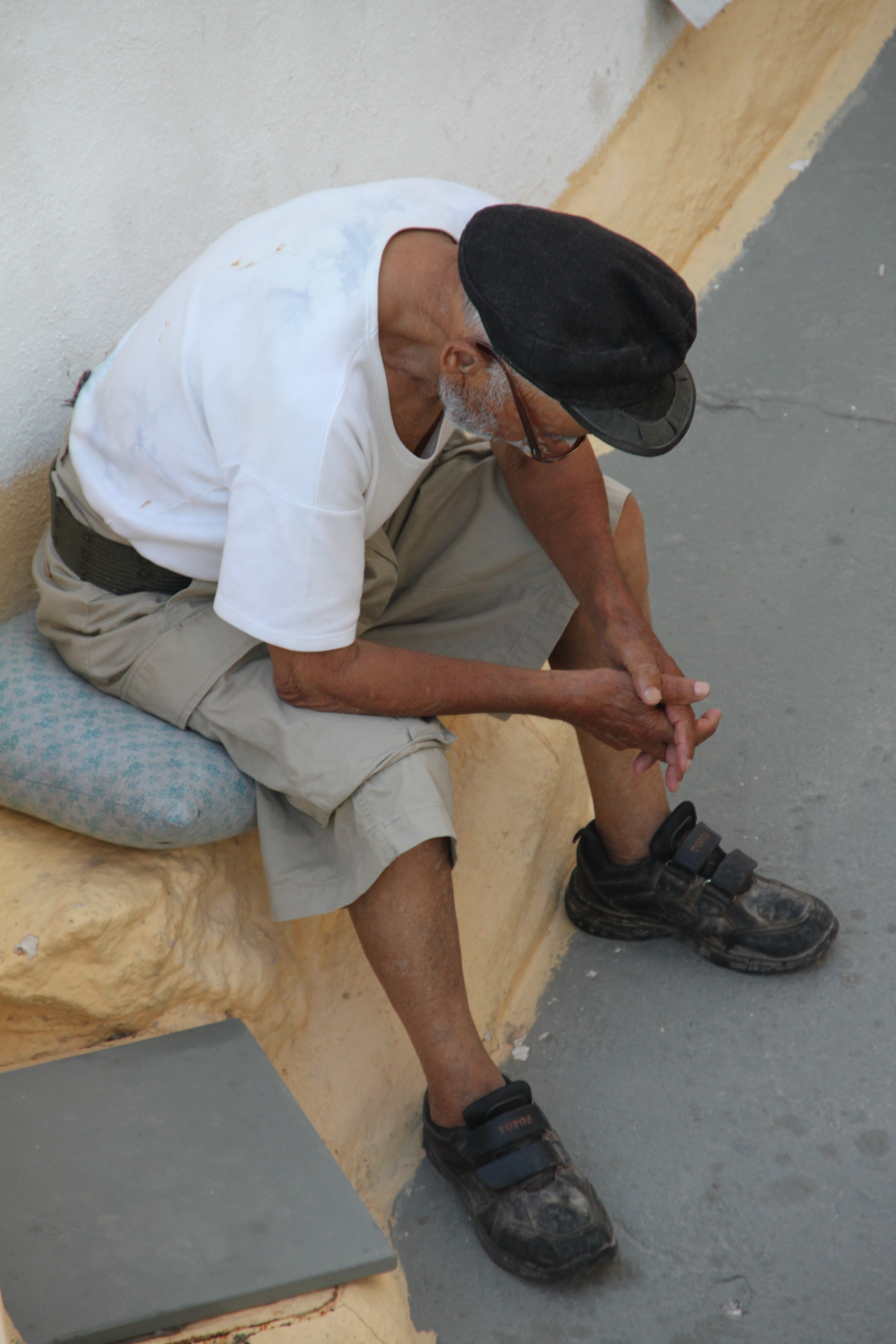
A sarcopenia não era uma doença, mas sim uma consequência natural do processo de envelhecimento do ser humano.

Sarcopenia (do Grego: Σάρξ + πενία "pobreza de carne") é a perda de massa e força na musculatura esquelética (como bíceps, tríceps e quadríceps) com o envelhecimento. Cerca de um terço da massa muscular perde-se com a idade avançada, começando a partir dos 40 anos com queda de 0,5% ao ano e aumentando até cerca de 1% ao ano a partir dos 65 anos de idade. Essa perda de massa reduz a força muscular. 
O termo sarcopenia foi inicialmente empregado em 1989 pelo médico e pesquisador Irwin H. Rosenberg para se referir à perda de massa muscular em decorrência do envelhecimento. Estudos subsequentes observaram que idosos com menor massa muscular, em relação a uma amostra de referência composta por adultos jovens, eram mais propensos à incapacidade em realizar atividades da vida diária, como fazer compras, preparar refeições e cuidar de casa. Constatou-se, então, que a sarcopenia poderia ser não só uma consequência do avanço da idade, mas uma questão de saúde pública, pois estaria associada à internação de idosos em instituições de longa permanência. Essa associação entre sarcopenia e desfechos negativos em saúde chamou a atenção de grupos de pesquisadores em vários locais do mundo, interessados em caracterizar melhor a perda muscular em idosos, suas causas, prevenções, tratamentos e suas consequências. Constatou-se, então, que indivíduos sarcopênicos também apresentavam maiores chances de queda, hospitalização e morte. Assim, em 2016, a sarcopenia passou a figurar entre as doenças osteomusculares e do tecido conjuntivo na CID-10, com o código M.62.84.

## Características
A sarcopenia é uma doença muscular (falha muscular) enraizada em alterações musculares adversas que se acumulam ao longo da vida; sarcopenia é comum em adultos maiores de idade, mas também pode ocorrer mais cedo na vida  .  
Devido ao aumento da expectativa de vida da população mundial e consequentemente da população idosa, a sarcopenia vem se tornando uma questão de saúde cada vez mais relevante no mundo desenvolvido, pois ambientes públicos e comerciais precisam ser adaptados para um número cada vez maior de idosos. 
O nível de sarcopenia pode ser prejudicial a ponto de impedir que uma pessoa idosa tenha uma vida independente, necessitando de assistência e cuidado constantes. A sarcopenia é um importante indicador de fragilidade nas pesquisas feitas com pessoas, ligada à redução do equilíbrio, perda de agilidade, quedas e fraturas. 
A perda da força muscular resulta em uma dificuldade da manutenção da estabilidade (equilíbrio) estático e/ou dinâmico, tornando a marcha cada vez mais incerta, o que pode resultar em quedas em geral. Eventos estes que outrora sem grande importância, podem causar grandes prejuízos a um sistema osteomuscular enfraquecido pela senescência (envelhecimento), ocasionando no aumento dos índices de morbidez, imobilidade e mortalidade desta população. Idosos geralmente caem enquanto realizam atividades normais do dia a dia.

## Comorbidades
Quando em combinação com a osteoporose, a sarcopenia resulta em significativa fragilidade frequentemente encontrada na população idosa tornando-os muito vulneráveis a traumas físicos.

## Prevenção
A sarcopenia pode ser evitada e até mesmo revertida com a prática de exercícios físicos. Tais métodos estimulam o ganho de massa muscular, além de influir no equilíbrio, controle motor e, em ultima instância, na prevenção de quedas. É de suma importância que o idoso seja orientado por um profissional de educação física, responsável pela prescrição dos exercícios, pois o idoso possui restrições quanto a algumas variáveis durante a prática.